# Phiditia minor
Phiditia minor is een vlinder uit de familie van de Phyditiidae. De wetenschappelijke naam van de soort is voor het eerst geldig gepubliceerd in 1924 door William Schaus.